# MGAT4D
MGAT4D (англ. MGAT4 family member D) – білок, який кодується однойменним геном, розташованим у людей на 4-й хромосомі. Довжина поліпептидного ланцюга білка становить 374 амінокислот, а молекулярна маса — 43 743.
| 10         |  | 20         |  | 30         |  | 40         |  | 50         |
| ---------- |  | ---------- |  | ---------- |  | ---------- |  | ---------- |
| MRTKQVNLLI |  | TLVAVALFSF |  | SCFSIYRITQ |  | TNNQLINCRN |  | HILEFKENML |
| HLRNKTEKNT |  | QEMMKVLNRM |  | KYEITKREIL |  | SGNLVAQKAD |  | ILNKNETVSN |
| TFEDLKFFFP |  | HLRKEGRIYP |  | DVIIGKGKTG |  | VSFALGISTV |  | NRGNYSYLKQ |
| TLTSVVSRMT |  | LSQEKDSVVI |  | VLVADSNEDY |  | LHSVVKMITK |  | KFKRQVRSGS |
| LEVISIPAFL |  | YSSMLNAKHL |  | AEASQKLASW |  | RIKQVLDFCI |  | LLLYAQPKAK |
| YYLQLEDDII |  | AKEMYFTKIT |  | DFVGNISSNN |  | WFFIEFSMLG |  | FIGKLFRSED |
| LTHFVRFFLM |  | FYKEKPIDWL |  | LNDIFQVKVC |  | DAGEDLRNCM |  | KRKKQIRIQY |
| KPSLFQHVGI |  | HSSFPRKEQY |  | EKKI       |  |            |  |            |

A: Аланін

C: Цистеїн

D: Аспарагінова кислота

E: Глутамінова кислота

F: Фенілаланін

G: Гліцин

H: Гістидин

I: Ізолейцин

K: Лізин

L: Лейцин

M: Метіонін

N: Аспарагін

P: Пролін

Q: Глутамін

R: Аргінін

S: Серин

T: Треонін

V: Валін

W: Триптофан

Кодований геном білок за функціями належить до трансфераз, глікозилтрансфераз. 
Задіяний у таких біологічних процесах, як диференціація клітин, сперматогенез. 
Локалізований у мембрані, ендоплазматичному ретикулумі, апараті гольджі.